# Ambala Cantonment
Ambala Cantonment is een kantonnement in het district Ambala van de Indiase staat Haryana. 

## Demografie
Volgens de Indiase volkstelling van 2001 wonen er 61.625 mensen in Ambala Cantonment, waarvan 60% mannelijk en 40% vrouwelijk is. De plaats heeft een alfabetiseringsgraad van 79%. 